# Elberton, Georgia
Elberton är administrativ huvudort i Elbert County i Georgia. Orten har fått sitt namn efter militären och politikern Samuel Elbert. Enligt 2010 års folkräkning hade Elberton 4 653 invånare.